# Свято-Сергиева пустынь (Грушево)
Сергиева пустынь — женский монастырь Украинской православной церкви Московского Патриархата, расположенный в урочище Опчина в селе Грушево Тячевского района Закарпатской области Украины.

## История
Монастырь был основан монахом Авраамом (Штефурой) в 2000 году как мужской (первый настоятель — иеромонах Герасим (Кудрявцев)). В 2001 году сельский совет выделил под строительство монастыря 3 гектара земли.
В 2004 году монастырь преобразован в женский. Настоятельница в 2004—2008 годах — монахиня Анастасия (Бернадская), с 2008 — инокиня Феофания (Руснак). Духовник монастыря — архимандрит Герасим (Кудрявцев). По состоянию на 2012 год в монастыре было 8 сестёр.
В монастыре есть церкви во имя преподобного Сергия Радонежского и блаженной Ксении Петербургской, а также часовня Воздвижения Креста Господня.

## Адрес
Монастырь расположен в 20 км от районного центра, недалеко от трассы Ужгород-Лопухово. Почтовый адрес: 90563, Украина, Закарпатская область, Тячевский район, с. Грушево. 